# Aimé Wille
Aimé Camille Louis Wille (Zaffelare, 1 maart 1909 – aldaar, 7 mei 2015) was sinds de dood van de bijna 109-jarige Oscar Coulembier op 20 december 2014 als 106-jarige de oudste levende man in België.
Wille was afkomstig uit een bloemistenfamilie. Door familiale omstandigheden kon hij niet verder studeren en werd hij eveneens bloemist. Hij trouwde in 1936 en werd weduwnaar na bijna 70 jaar huwelijk.
Hij verbleef in een rusthuis in zijn geboorteplaats Zaffelare, een deelgemeente van Lochristi, waar hij op 7 mei 2015 overleed.